# Espérance sportive de Guelma
 (décembre 2020).
- Si vous ne connaissez pas le sujet, laissez ce bandeau (vous pouvez alors contacter les auteurs).
- Si vous supprimez le contenu mis en cause (vous pouvez préalablement contacter les auteurs),

argumentez précisément cette suppression dans la page de discussion
(un manque de référence n'est pas un argument ; une recherche réelle de référence doit avoir été effectuée, être formellement documentée).
 (octobre 2015).
Si vous disposez d'ouvrages ou d'articles de référence ou si vous connaissez des sites web de qualité traitant du thème abordé ici, merci de compléter l'article en donnant les références utiles à sa vérifiabilité et en les liant à la section « Notes et références ».
Maillots
Dernière mise à jour : 2 mai 2024.
L'Espérance Sportive de Guelma (en arabe : الترجي الرياضي الڤالمي), couramment abrégé en ES Guelma ou encore en ESG, est un club algérien de football fondé en 1939 et basé à Guelma.

## Historique
L'Espérance sportive de Guelma (fondé en 11/05/1939 ) est le premier club franco-algérien musulman de la région d'Annaba : Hamra Annaba (fondé en 1944), ES Souk Ahras (en 1957) et l'Union sportive de Tébessa (en 1947). Les autres clubs de la région étaient des clubs coloniaux : AS Héliopolis (fondé en 1958), RC La Calle (1934), EV Kouif et Ounza Sport (1937). Le club a évolué en première division algérienne pendant 17 saisons (1965 à 1972, 1977, 1980 à 1981, 1983 à 1987 et 1992).

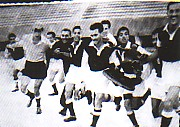
Équipe d'ESFM Guelma, vainqueur de l'édition 1955 du Championnat d'Afrique du Nord.

C'est l'espérance sportive franco-musulmane de Guelma qui remporte la compétition pour la toute première fois de son histoire alors que pour le Wydad AC, il s'agit de sa première finale perdue. L'ESFM Guelma a battu son l'empereur du Maroc sur le score de 2 buts à 1; ce fut le premier titre international pour un club franco-algérien.

### Le football à Guelma
Le football est pratiqué à Guelma depuis 1917. C’était l’époque où les associations sportives n’étaient, dans l’esprit de leurs fondateurs, qu’un moyen pour rassembler, sensibiliser et mobiliser les Algériens, alors sous le joug du colonialisme, autour de la cause nationale, et un moyen d’aider les jeunes à préserver leur identité culturelle menacée dans son intégrité.
Le champ de la pratique de ce sport le plus populaire s’est ensuite élargi au fil des années par la création des clubs aux fortunes diverses mais tous guidés par le même mot d’ordre : l’Algérie sportive ne peut et ne pourra être qu’une Algérie « algérienne ». Après l’avènement de l’indépendance, ce sera une autre ligne, une autre politique et une autre aventure.
- 1917 : la Jeunesse Sportive Guelmoise (JSG), constituée essentiellement de Français.
- 6 février 1923 : Étendard Club Musulman Guelmois (ECMG), par un groupe de nationalistes.
- 1925 : le Football Club Guelmois (FCG).
- 1937 : l’Étoile Sportive Musulmane Guelmoise (ESMG).
- 11 mai 1939 : Naissance de l'Espérance Sportive Guelmoise (ESG).
- 1940 : L'Espérance Sportive Guelmoise change de nom et devient l'Espérance Sportive Franco-Musulmane de Guelma (ESFMG).
- 1945 : le Football Olympique Guelmois (FOG) par Chibouni Nafti.
- 1950 : la Jeunesse Olympique Guelmoise (JOG), club né d’une fusion entre les deux clubs créés en 1917 et 1945 (JSG) et (FOG).

Après la reprise officielle des championnats après la Seconde Guerre mondiale, l’ESG reprit sa place en Division d’honneur en 1946 après avoir battu en match de barrage la Jeunesse sportive guelmoise (JSG) 2 à 0 par M'rad et Ghozlani dit Tiq., l’équipe rivale (l'équipe de Jean-Claude Samuel ex international de l'équipe de France et joueur de RC Paris) au stade Colonel Chabou à Annaba (en match d'ouverture MOC/JSMS).

### La conquête des titres: 1939 – 1956
La saison 1939 – 1940 fut marquée par les débuts mouvementés du déclenchement de la Seconde Guerre mondiale, ce qui retarda la reprise du championnat. Cette saison sera disputée sous forme de critérium  de guerre avec trois groupes A, B, C et au terme de cette édition, les premiers de ces poules disputeront un tournoi dont le vainqueur sera déclaré champion. Au cours des années 1950, l’Espérance remporte le championnat de Constantine LCF trois fois. Au total, l'équipe fut sept fois championne du département de Constantine. Seule sa grande voisine, Bône, la devança avec ses neuf victoires. Guelma s'avéra être la seule cité de moins de 40 000 habitants , dans toute l'Afrique du Nord à avoir remporté sept championnats sur trente en Division d'honneur. L'ESFMG fut sacrée championne d'Afrique du Nord. Sa devancière, la JSG, parvient à deux reprises en demi-finale de la même compétition.

#### Résultats en Coupe d'Afrique du Nord de football
- 1954–1955

| 1er tour                                      | 1er tour | 1er tour                                      |
| --------------------------------------------- | -------- | --------------------------------------------- |
| Espérance Sportive Franco-Musulmane de Guelma | 1-0      | Football Club de Blida                        |
| Huitièmes de finale                           |          |                                               |
| Avant-Garde sportive de Mascara               | 0-1      | Espérance Sportive Franco-Musulmane de Guelma |
| Quarts de finale                              |          |                                               |
| Espérance Sportive Franco-Musulmane de Guelma | 1-2      | Stade Tunisien                                |

- 1953–1954

| 1er tour                                      | 1er tour | 1er tour                                      |
| --------------------------------------------- | -------- | --------------------------------------------- |
| Espérance Sportive Franco-Musulmane de Guelma | 4-1      | Club Athlétique du Gaz                        |
| Huitièmes de finale                           |          |                                               |
| Espérance Sportive Franco-Musulmane de Guelma | 3-1      | Association Sportive de Boufarik              |
| Quarts de finale                              |          |                                               |
| Espérance Sportive Franco-Musulmane de Guelma | 3-1      | Groupement Sportif Orléansville               |
| Demi-finale                                   |          |                                               |
| Union Sportive Sporting Club Aïn-Témouchent   | 2-0      | Espérance Sportive Franco-Musulmane de Guelma |

- 1952–1953

| 1er tour                                      | 1er tour | 1er tour                                      |
| --------------------------------------------- | -------- | --------------------------------------------- |
| Espérance Sportive Franco-Musulmane de Guelma | 3-1      | Fath Union Sports de Rabat                    |
| Huitièmes de finale                           |          |                                               |
| Espérance Sportive Franco-Musulmane de Guelma | 3-2      | Racing Club Maison-Carrée                     |
| Quarts de finale                              |          |                                               |
| Wydad Athletic Club                           | 3-2      | Espérance Sportive Franco-Musulmane de Guelma |

- 1951–1952

| 1er tour                         | 1er tour | 1er tour                                      |
| -------------------------------- | -------- | --------------------------------------------- |
| Sporting Athlétique de Marrakech | 5-1      | Espérance Sportive Franco-Musulmane de Guelma |

### Le boycott de mai 1956 et l’arrêt des activités
Le déclenchement de la Guerre d'Algérie en 1954, a rendu les matchs entre les clubs européens et musulmans difficiles, plusieurs incidents et arrêts de matchs se produisirent et ce n'était que les clubs musulmans qui étaient sanctionnés. En raison de cette injustice et surtout lors du match de la finale de la Coupe d'Afrique du Nord entre les deux rivaux, l'USM Bel Abbès (club musulman) et le SC Bel-Abbes (club colonial) où tout était fait pour que le club européen gagne la coupe, le Front de libération nationale ordonna le boycott de toutes les associations musulmanes des compétitions officielles en mai 1956. Ainsi, malgré l’appel à la sagesse de la ligue et des autorités coloniales de l’époque, la décision était irrévocable et donna suite à un mouvement de solidarité de la part des clubs musulmans qui ont emboité le pas au grand escadron noir de l’époque. L'ES Guelma et le HAMR Annaba arrêtent la compétition et mettent ainsi leurs menaces à exécution, d’autres clubs musulmans leur emboîtent le pas tels que le CS Constantine, le MO Constantine, l’USM Sétif, JSM Skikda, JS Jijel, CA Batna, JSM Béjaia de l'Est algérien.

### Époque de Mohamed Kermiche: 1945–1971
Sous la présidence de Mohamed Kermiche avec son bras droit Allaoua Said qui aura duré 26 ans fut pleine de succès pour le club avec notamment trois championnats de l’Est (1952, 1954 et 1955) mais aussi le championnat d’Afrique du Nord en 1955 face au WAC et une qualification en demi-finale de la coupe d’Afrique du Nord face au stade tunisien (2-0), l'accession en division d'honneur 1963/1964 et en nationale 1 en 1964/1965, demi-finale de la coupe d'Algérie 1968 face à l'ES Sétif (2-1) au stade de Benabdelmalek, vice champion d'Algérie en 1966. Cette époque est considérée comme parmi les plus fleuries de l'histoire de l’Escadron noir de Guelma. En 1971, Kermiche se retira de la direction de L'ESG après une crise au sein du club, cédant sa place au nouveau président Bouhzila.

### La période 1962–1971: l’âge d’or
Cette période fut riche pour l'ESG en matière de parcours et de consécrations :
- 1962-1963 : Division critérium accession en division d'honneur (organisation du foot en Algérie après l’indépendance) ;
- 1963-1964 : Division d'honneur 2e place et accession en division nationale I (l'année de la création de la nationale I) ;
- 1964-1965 : Nationale I , 3e place ;
- 1965-1966 : Nationale I, 2e place ;
- 1967-1968 : demi-finaliste de la Coupe d'Algérie.

### Saison 1967–1968: la catastrophe
ES Guelma vs ASM Oran (7–0) sur le terrain, Noureddine Hachouf a marqué 6 buts et porte son total à 18 buts, mais l'ASM Oran a formulé des réserves contre la participation du joueur Guelmi Abdelkader Boureghbi suspendu, Guelma perd le match sur tapis vert ! (1-3) et Hachouf est détrôné de son titre de meilleur buteur et l'équipe perd le titre du championnat.

### La réforme sportive
De 1977 à 1991, lors de la réforme sportive nationale, la société nationale de la construction mécanique SONACOM parraine l'ESG qui change de nom et devient ESMG. Lors de cette période, plusieurs disciplines réapparaîtront comme le handball, le basket-ball, le karaté, le judo, etc. « La réforme lui permet de mieux se structurer et de revenir parmi les ténors, mais l’Espérance de cette époque ne ressemble en rien à celles des années précédentes. Hier dans la peau du favori pour le championnat, aujourd’hui, même pas considérée comme un outsider. »

### Conflit
Le conflit des clans est un phénomène bien connu à l'ES Guelma et cela remonte spécialement à la fin de la réforme sportive en 1989 quand SONACOM a quitté le club, L'Espérance par conséquent, s'est retrouvé sans direction à même d'assurer la cohésion au sein de l'équipe ; il s'est ensuivi une série de crises qui ont miné la stabilité du club.

### Les années 2000
Depuis le début de millénaire, l'ES Guelma connait la plus mauvaise période de son existence, après sa relégation en Troisième division, et ne parvient plus à se hisser aux paliers supérieurs. Elle se voit même être reléguée en Quatrième division pour la première fois de son histoire en 2008. Désormais, il évolue en Troisième division groupe est.

## Palmarès
| Compétitions nationales | Compétitions internationales                                |
| --- | ----------------------------------------------------------- |
| - Ligue 1 : - Vice-champion : 1965/66 - Championnat de Constantine (3) : - Champion : 1951/52, 1953/54 et 1954/55 - Coupe d'Algérie : - Demi-finaliste : 1967/68, 1986/87 et 1988/89 - Ligue 2 (3) : - Champion : 1975/76, 1978/79 et 1981/82 - Vice-champion : 1990/91 | - Ligue des champions de l'ULNAF (1) : - Champion : 1954/55 |

| Compétitions de jeunes |
| --- |
| - Championnat de Constantine (3) : - Champion : 1946/47, 1947/48 et 1948/49 - Ligue des champions de l'ULNAF : - Demi-finaliste : 1946/47 - Directeur technique national : - Champion: 2024/25 (U15) |

### Distinctions personnelles
- Meilleur buteur du championnat en 1967 : Noureddine Hachouf.
- 2e meilleur buteur d'Algérie saison 1968/1969 : Noureddine Hachouf avec 14 buts après Abdelkader Fréha.
- Meilleur sportif en 1969 en Algérie : Mustapha Seridi.
- Meilleur joueur des jeux africaines de 1965 à Brazzaville : Abdelouahab Essalhi.
- Buteur des jeux africaines olympique de 1965 à Brazzaville : Noureddine Hachouf avec 4 buts.

## Parcours

### Classement saison par saison
- 1962–63 : C.H Gr. Const./III, 3e
- 1963–64 : D.H Gr. Const./Est, 2e
- 1964–65 : D1, 3e
- 1965–66 : D1, 2e
- 1966–67 : D1, 10e
- 1967–68 : D1, 5e
- 1968–69 : D1, 6e
- 1969–70 : D1, 4e
- 1970–71 : D1, 8e
- 1971–72 : D1, 16e
- 1972–73 : D2 Gr. Est, 2e
- 1973–74 : D2 Gr. Est, 3e
- 1974–75 : D2 Gr. Est, ?e
- 1975–76 : D2 Gr. Est, 1er
- 1976–77 : D1 14e
- 1977–78 : D2, 1er pas d'accession
- 1978–79 : D2, 1er
- 1979–80 : D1, 12e
- 1980–81 : D1, 15e
- 1981–82 : D2 Gr Centre-Est. 1er
- 1982–83 : D1, 8e
- 1983–84 : D1, 16e
- 1984–85 : D1, 16e
- 1985–86 : D1, 16e
- 1986–87 : D1, 16e
- 1987–88 : D2 Gr. Est, 5e
- 1988–89 : D2, 12e
- 1989–90 : D2, 11e
- 1990–91 : D2, 2e
- 1991–92 : D1, 14e
- 1992–93 : D2 Gr. Est, 5e
- 1993–94 : D2 Gr. Est, 13e
- 1994–95 : D2 Gr. Est, 10e
- 1995–96 : D2 Gr. Est, 15e
- 1996–97 : D2 Gr. Est, 6e
- 1997–98 : D2 Gr. Est, 16e
- 1998–99 : D2 Gr. Est, 14e
- 1999–00 : D4 Gr. Est, ?e
- 2000–01 : D4 Gr. Est, ?e
- 2001–02 : D4 Gr. Est, 1er
- 2002–03 : D3 Gr. Const., ?e
- 2003–04 : D3 LR d'Annaba, 1er pas d'accession
- 2004–05 : D3 Gr. Est, 5e
- 2005–06 : D3 Gr. Est, 9e
- 2006–07 : D3 Gr. Est, 11e
- 2007–08 : D3 Gr. Est, 15e
- 2008–09 : D4 Gr. Est, ?e
- 2009–10 : D4 Gr. Est, ?e
- 2010–11 : D4 Gr. Est, ?e
- 2011–12 : D4, 2e
- 2012–13 : D4, 2e
- 2013–14 : D3, 14e
- 2014–15 : D3, 14e
- 2015–16 : D3, 13e
- 2016–17 : D3, 16e
- 2017–18 : D4, 14e
- 2018–19 : D4, 2e
- 2019–20 : D4, 1er
- 2020–21 : D3 Gr. Est/A1, 5e
- 2021–22 : D3 Gr. Est, 10e
- 2022–23 : D3 Gr. Est, 12e
- 2023–24 : D3 Gr. Est, 5e
- 2024–25 : D3 Gr. Est, 2e

### Parcours enCoupe Nationale
| Saison  | Tour            | Matchs          | Résultats       |
| ------- | --------------- | --------------- | --------------- |
| 1962–63 | ?               | ?               | ?               |
| 1963-64 | 1/32 finale     | USM Sétif       | 3–2             |
| 1964–65 | 1/16 finale     | AS Khroub       | 2–1             |
| 1965–66 | ?               | ?               | ?               |
| 1966–67 | 1/8 finale      | NA Hussein Dey  | 0–0 Corners 5–4 |
| 1967–68 | 1/2 finale      | ES Sétif        | 2–1             |
| 1968–69 | 1/8 finale      | MC Oran         | 2–0             |
| 1969–70 | 1/4 finale      | CR Belcourt     | 3–1             |
| 1970–71 | 1/8 finale      | HAMR Annaba     | 3–3 Corn 6–5    |
| 1971–72 | 1/16 finale     | ES Sétif        | ?               |
| 1972–73 | 1/16 finale     | HAMR Annaba     | 2–1             |
| 1973–74 | 1/32 finale     | AS Ain M'lila   | 1–0             |
| 1974–75 | ?               | ?               | ?               |
| 1975–76 | 1/32 finale     | JJ Azzaba       | 3–1             |
| 1976–77 | 1/16 finale     | JS Kabylie      | 2–1             |
| 1977–78 | 1/8 finale      | MC Oran         | 4–0             |
| 1978–79 | ?               | ?               | ?               |
| 1979–80 | 1/8 finale      | GC Mascara      | 1–0             |
| 1980–81 | ?               | ?               | ?               |
| 1981–82 | 1/16 finale     | CS DNC Alger    | 1–0             |
| 1982–83 | 1/8 finale      | RC Kouba        | 2–0             |
| 1983–84 | 1/8 finale      | MC Oran         | 1–1 t.a.b 5–4   |
| 1984–85 | 1/8 finale      | MSP Batna       | 2–1             |
| 1985–86 | 1/32 finale     | MO Constantine  | 2–2 t.a.b 5–4   |
| 1986–87 | 1/2 finale      | USM El Harrach  | 1–0             |
| 1987–88 | 1/8 finale      | JE Tizi Ouzou   | 1–0             |
| 1988–89 | 1/2 finale      | MSP Batna       | 0–0 t.a.b 4–3   |
| 1989-90 | Édition annulée | Édition annulée | Édition annulée |
| 1990–91 | 1/4 finale      | ES Sétif        | 0–0 t.a.b 4-3   |
| 1991–92 | 1/8 finale      | MC Oran         | 1–0             |
| 1992-93 | Édition annulée | Édition annulée | Édition annulée |
| 1993–94 | 1/32 finale     | MO Constantine  | 1–1 t.a.b 4–2   |
| 1994–95 | ?e T.R          | ?               | ?               |
| 1995–96 | 1/64 finale     | CRB Kherata     | 2–2 t.a.b 7–6   |
| 1996–97 | 1/16 finale     | MC Saida        | 3–0 forfait     |
| 1997–98 | ?e T.R          | ?               | ?               |
| 1998–99 | ?e T.R          | ?               | ?               |
| 1999–00 | 1/16 finale     | CR Belouizdad   | 1–0             |

| 2000–01 | ?e T.R          | ?                  | ?               |  |  |
| 2001–02 | 1/32 finale     | WA Tlemcen         | 1–0             |  |  |
| 2002–03 | 1/16 finale     | JS Kabylie         | 3–0             |  |  |
| 2003–04 | 1/32 finale     | NC Magra           | 2–1             |  |  |
| 2004–05 | 1/16 finale     | ES Berrouaghia     | 1–0             |  |  |
| 2005–06 | 1/8 finale      | JS Kabylie         | 1–0             |  |  |
| 2006–07 | 1/64 finale     | AU Annaba          | 1–0             |  |  |
| 2007–08 | 1/32 finale     | JS Sig             | 1–0             |  |  |
| 2008–09 | 1/16 finale     | IRB Maghnia        | 0–0 t.a.b 5–3   |  |  |
| 2009–10 | 1/32 finale     | ASO Chlef          | 7–0             |  |  |
| 2010–11 | 1/64 finale     | IRB Sedrata        | ?               |  |  |
| 2011–12 | 1/64 finale     | JM Sidi Salem      | 2–0             |  |  |
| 2012–13 | 1/64 finale     | HAMRA Annaba       | 1–0             |  |  |
| 2013–14 | 1/64 finale     | JS Chbaita Mokhtar | 3–2             |  |  |
| 2014–15 | 1/16 finale     | US Chaouia         | 1–0             |  |  |
| 2015–16 | 1/32 finale     | IRB El Kerma       | 0–0 t.a.b 8–7   |  |  |
| 2016–17 | 1/32 finale     | CAM Skikda         | 2–1 a.p         |  |  |
| 2017–18 | 4e T.R          | ES Berrahal        | 2–1             |  |  |
| 2018–19 | 4e T.R          | ORB Boumahera      | 5–2 a.p         |  |  |
| 2019–20 | 1/8 finale      | Paradou AC         | 0–0 t.a.b 4–2   |  |  |
| 2020-21 | Édition annulée | Édition annulée    | Édition annulée |  |  |
| 2021-22 | Édition annulée | Édition annulée    | Édition annulée |  |  |
| 2022-23 | 4e T.R          | ?                  | ?               |  |  |
| 2023-24 | ?e T.R          | ?                  | ?               |  |  |
| 2024-25 | 1/32 finale     | JS Kabylie         | 0–2             |  |  |
| 2025-26 |                 |                    |                 |  |  |

### Statistiques tour atteint
L'ESG a participé à 55 éditions, éliminé aux tours régionale 12 fois et atteint les tours finale 33 fois.
| Édition | 1er tour | 2e tour | 3e tour | 4e tour | 64e de finale | 32e de finale | 16e de finale | 8e de finale | Quart de finale | Demi-finale | Finale | Champion |
| ------- | -------- | ------- | ------- | ------- | ------------- | ------------- | ------------- | ------------ | --------------- | ----------- | ------ | -------- |
| 55-16   | -        | -       | -       | 02      | 06            | 08            | 10            | 10           | 02              | 03          | 00     | 00       |

## Identité du club

### Les différents noms du club
| Espérance Sportive de Guelma |
| ---------------------------- |

| Espérance Sportive Musulmane de Guelma |
| -------------------------------------- |

| Espérance Sportive Franco-Musulmane de Guelma |
| --------------------------------------------- |

| Espérance Sportive de Guelma |
| ---------------------------- |

| Espérance Sportive Mairie de Guelma |
| ----------------------------------- |

| Espérance Sportive Mécanique de Guelma |
| -------------------------------------- |

| Espérance Sportive de Guelma |
| ---------------------------- |

### Logos et couleurs

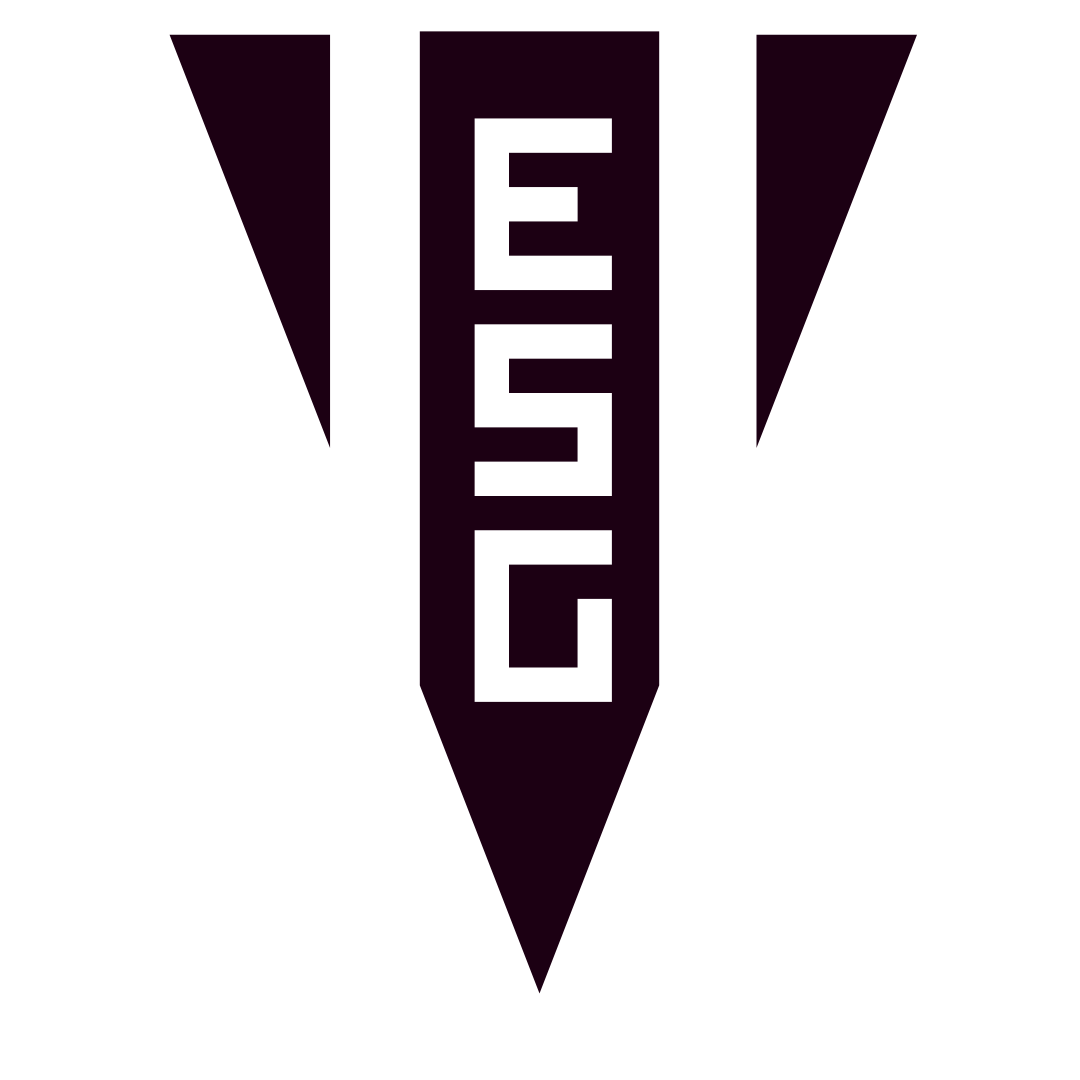
Ancien logo du club
Ancien logo du club
Ancien logo du club
Logo actuel du club

Les couleurs initiales de l'Espérance sportive de Guelma étaient le bleu et le blanc, couleurs que le club arbora depuis 1939, année de sa création. En mai 1945, à la suite du massacre de Sétif, Guelma et Kherrata, le club décide de remplacer le bleu par le noir en hommage aux 45 000 manifestants algériens tués par la répression sanglante de l'armée française. Le noir représente le deuil et le blanc la paix.

### Différents maillots portés par le club
|  |  |  |

## Joueurs et personnalités du club

### Les présidents du club
| Présidents                      | Périodes       |
| ------------------------------- | -------------- |
| Salah Zouara                    | De 1939 à 1941 |
| Chikh Mouhammed Zouani          | De 1941 à 1944 |
| Dr Smaïl Lakhdari               | De 1944 à 1962 |
| Dhorbani                        | De 1962 à 1972 |
| Bouhzila                        | De 1972 à 1976 |
| Mustapha Khelalfa               | De 1976 à 1977 |
| Rachid Gasmi                    | De 1977 à 1978 |
| Said Benayad                    | De 1978 à 1986 |
| Ahmed Amira                     | De 1986 à 1990 |
| Hocine Lahiouel                 | De 1990 à 1992 |
| Mouloud Kheloufi                | De 1992 à 1993 |
| Noureddine Bediar               | De 1993 à 1994 |
| Rachid Gasmi                    | De 1994 à 1995 |
| Mohamed Nabli                   | De 1995 à 1996 |
| Kamel Ghafar puis Med Bouchemal | De 1996 à 1997 |

| Présidents                      | Périodes       |
| ------------------------------- | -------------- |
| Mahboubi Hacen                  | De 1997 à 1998 |
| Boumegoura Rabah                | De 1998 à 1999 |
| Hocine Lahiouel                 | De 1999 à 2003 |
| Rachid Harhouz                  | De 2004 à 2005 |
| Sissaoui Laalali                | De 2005 à 2006 |
| Directoire                      | De 2006 à 2007 |
| Chekatti Med Salah              | De 2007 à 2008 |
| Rachid Harhouz                  | De 2008 à 2014 |
| Tarek Amine Meniai              | De 2014 à 2016 |
| Directoire puis Amor Mohamdetni | De 2016 à 2017 |
| Riad Chergui                    | De 2017 à 2023 |
| Mehdi Lafifi                    | De 2023 à 2025 |
| Noureddine Khalla dit Salih     | Depuis 2025    |

## Sponsors
- Ooredoo
- Sonelgaz

### Équipementier
- Rina